# Bittacus sinicus
Bittacus sinicus is een schorpioenvlieg uit de familie van de hangvliegen (Bittacidae). De wetenschappelijke naam van de soort is voor het eerst geldig gepubliceerd door Issiki in 1931.
De soort komt voor in China.